# Martin Rapaport

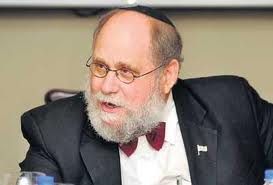
Martin Rapaport

Martin Rapaport (* 1952) ist ein amerikanischer Unternehmer und Gründer sowie Herausgeber des Rapaport Diamond Report, dem Standardwerk zur Preisfindung bei Diamanten. Rapaport gilt als ein angesehener Fachmann im internationalen Diamantenhandel und Verfechter des Kimberley-Prozesses.

## Karriere
Rapaport begann seine berufliche Laufbahn als Steinespalter und Rohdiamantensortierer in Antwerpen und wechselte 1975 nach New York City in die dortige Diamantenindustrie. Rapaport ist Mitglied im World Diamond Council sowie in zahlreichen anderen Organisationen des weltweiten Diamantenhandels. Er war einer der maßgeblichen Initiatoren und Unterstützer des amerikanischen Gesetzes Clean Diamond Trade Act, welches in Verbindung mit dem Kimberley Process Certification Scheme verhindern soll, dass sogenannte Blutdiamanten in den allgemeinen Handel an den offiziellen Diamanthandelsplätzen gelangen. Er machte sich viele Feinde und erhielt teilweise Morddrohungen, als er 1978 die Rapaport Prices List entwickelte und herausgab. Rapaport engagiert sich weiterhin für eine faire Entlohnung der Schürfer in Afrika (Sierra Leone) und informiert über diese Missstände bei seinen weltweiten Vorträgen vor Politikern, Händlern und Kunden.